# Ligne gothique
Cet article porte sur les combats de la Ligne gothique, entre août et décembre 1944, également appelés opération Olive ou bataille de Rimini. Au sujet des combats pour s'emparer de la ville de Rimini en septembre 1944, voir bataille de Rimini.
- Campagne en Libye et en Égypte
- Tunisie
- Balkans
- Méditerranée
- Italie
- Sud de la France

Batailles
Invasion de la Sicile
- Lampedusa
- Corkscrew
- Mincemeat
- Barclay
- Animals
- Chestnut
- Narcissus
- Fustian
- Ladbroke
- Gela
- Troina
- Centuripe

Invasion de l'Italie
- Baytown
- Avalanche
- Rome
- Slapstick
- Armistice de Cassibile
- Achse
- Naples
- Bombardement du Vatican
- Ligne Volturno
- Libération de la Corse
- Ligne Barbara
- Bombardement de Bari

Ligne Gustave
- Ligne Bernhardt
- Raincoat
- San Pietro Infine
- Rivière Moro
- Ortona
- Rivière Rapido
- Monte Cassino
- Shingle
- Cisterna
- Diadem
- Strangle
- Ligne Trasimene
- Libération de Rome
- Ancône
- Brassard

Ligne gothique
- Rimini
- Saint-Marin
- Gemmano
- Montecieco
- Monte Castello
- Garfagnana

Offensive du printemps 1945
- Tombola
- Bowler
- Roast
- Bologne
- Argenta Gap
- Herring
- Collecchio

Guerre civile italienne
En 1944, vers la fin de la Seconde Guerre mondiale, lors de la campagne d'Italie, la Ligne gothique (en allemand : Gotenstellung ; en italien : Linea Gotica) désignait une ligne de fortifications organisée par le Maréchal Kesselring, au moment de la retraite des troupes allemandes. Située le long des Apennins, dans le nord de la péninsule, elle avait pour but de stopper la progression des armées alliées du général Alexander.
L'opération Olive est la plus grande offensive alliée de la campagne d'Italie, tant du point de vue du matériel engagé que de celui des troupes. Plus de 1 200 000 hommes y participèrent de part et d’autre. Elle visait à percer la Ligne gothique. Selon le général Sir Leese, commandant de la VIIIe Armée, « la bataille de Rimini fut l'une des plus dures livrées par la VIIIe armée. Les combats furent comparables à ceux d'El Alamein, de Mareth et de la ligne Gustave (Monte-Cassino) ».
Adolf Hitler, conscient de l’importance que la Ligne gothique aurait dans le futur déroulement de la guerre, craignait qu’elle ne soit prise à revers par des débarquements de troupes alliées et ordonna que son nom de code soit rapidement changé. En effet, sa connotation historique trahissait à ses yeux l’importance que la Wehrmacht lui accordait et Hitler redoutait qu’en cas de percée alliée, leurs services de propagande n’en tire un immense profit. Suivant cet ordre, Kesselring rebaptisa la Ligne gothique en Ligne verte au mois de juin 1944.
À l’automne 1944, les forces armées du général Alexander transperçaient en deux endroits la ligne de défense allemande, sur l’aile droite ainsi qu’au centre, mais ne parvinrent cependant pas à rompre le front de manière décisive, les Allemands se repliant en bon ordre. Il faut attendre l’année suivante et la reprise de l’offensive au printemps pour que le front soit finalement rompu et la capitulation des forces allemandes et italiennes en Italie signée, le 2 mai 1945.

## Antécédents
Au printemps 1944, après avoir fait sauter deux verrous allemands lors des batailles de Monte Cassino et d’Anzio, les Alliés s’efforcèrent de neutraliser le maximum de troupes allemandes dans un large mouvement en tenaille et ainsi écourter une campagne déjà longue et coûteuse, contrairement à ce que pensait Winston Churchill qui avait qualifié l’Italie de « ventre mou » de l’Axe en Europe. Mais les retards pris sur les plages d’Anzio, dus aux hésitations des états majors, permettront aux Allemands de la Xe Armée de battre en retraite efficacement et de rester opérationnels lors des futurs combats de la Ligne gothique. Dans le même temps, le gros des forces de la Ve Armée US se voit attribuer Rome comme objectif par le général Clark, plutôt que de couper la retraite des soldats de la Wehrmacht fuyant Cassino, laissant ainsi échapper une belle occasion de détruire un grand nombre de forces ennemies. Ce choix sera vivement reproché au commandant du XVe Groupe d'armées, accusé d’avoir favorisé les troupes américaines par rapport aux Britanniques de la VIIIe Armée dans la prise symbolique de la Ville Éternelle, alors ville ouverte, et ainsi d’avoir manqué son principal objectif, à savoir la destruction des forces allemandes en Italie.
Les forces de Kesselring, échappant aux troupes alliées, mèneront des combats pour les retarder tout au long de leur repli, cédant le terrain pas à pas, comme à la fin juin, le long de la Ligne Trasimène allant du sud d’Ancône, sur la côte orientale, à Grosseto, sur la côte occidentale. En juillet, ce sera sur la ligne Arno que les Allemands se retrancheront. Ces actions leur laisseront alors le temps nécessaire pour la mise en œuvre de la Ligne gothique. Profonde de 16 km, cette ligne de fortification s’étend du sud de La Spezia, sur la côte ouest, jusqu’au Foglia et sa vallée, situés près de Ravenne, sur la côte Est, et prenant appui sur le massif des Apennins. Traversant l’Italie de part en part, cette chaîne montagneuse, avec ses crêtes et ses hauts sommets, forme une redoutable forteresse naturelle. Les défenses allemandes sont constituées de nombreux points d’appui : d'innombrables tranchées garnies de 2 376 nids de mitrailleuses, des tobrouks et autres fortifications de bois et de béton. Viennent s’ajouter 479 positions pour armes antichar et bien sûr des mortiers, canons, obusiers. Attendant derrière les barbelés et les fossés antichars, les soldats allemands montrent leur détermination à continuer la lutte.
Les Alliés, de leur côté, bénéficient d'une supériorité aérienne et matérielle écrasante et de l'appui des partisans italiens qui ont prouvé leur efficacité dans les milieux montagneux, principalement pour rompre les lignes de communication allemandes. Depuis le début de l’automne, l’occupant éprouve les plus grandes difficultés à circuler librement à l’arrière de ses propres lignes en raison de l’intense activité des résistants italiens, ciblant plus particulièrement les hauts-gradés. Commandant le XIV. Panzerkorps, le lieutenant-général Frido von Senger écrivit plus tard, après la guerre, qu’il avait pour habitude de voyager sans aucun signe distinctif sur son véhicule. Moins prudent, le général à la tête de la 20e Luftwaffe-Sturm-Division, fut capturé puis exécuté par les partisans.
Il faut également signaler que les défenses allemandes souffraient d’un béton de mauvaise qualité, délibérément fourni par les usines locales. Les travailleurs forcés italiens tentaient également de retarder les travaux de différentes façons. Malgré tout, Kesselring se déclara satisfait des travaux effectués, surtout sur la côte Adriatique, où il « attendait l’assaut sur l’aile gauche avec une certaine confiance ».

### La stratégie des Alliés
Tout au long de la campagne italienne, les soldats alliés souffrirent du fait que, pour le haut commandement, ce théâtre d’opération passait au second plan, au profit de l’offensive en France. Cela était encore plus vrai depuis que le débarquement de Normandie avait eu lieu. Pour preuve s’il en faut, le retrait au cours de l’été 1944 de sept divisions appartenant à la Ve armée américaine afin de leur permettre de prendre part aux débarquements dans le sud de la France. Au mois d’août, les contingents des Ve armée américaine et VIIIe Armée britannique furent réduits de 249 000 à 153 000 hommes, ceux-ci formant un total de dix-huit divisions. Face à eux, les 10e et 14e armées allemandes, soit quatorze divisions réparties tout le long de la ligne de défense et quatre à sept divisions se tenant en réserve.

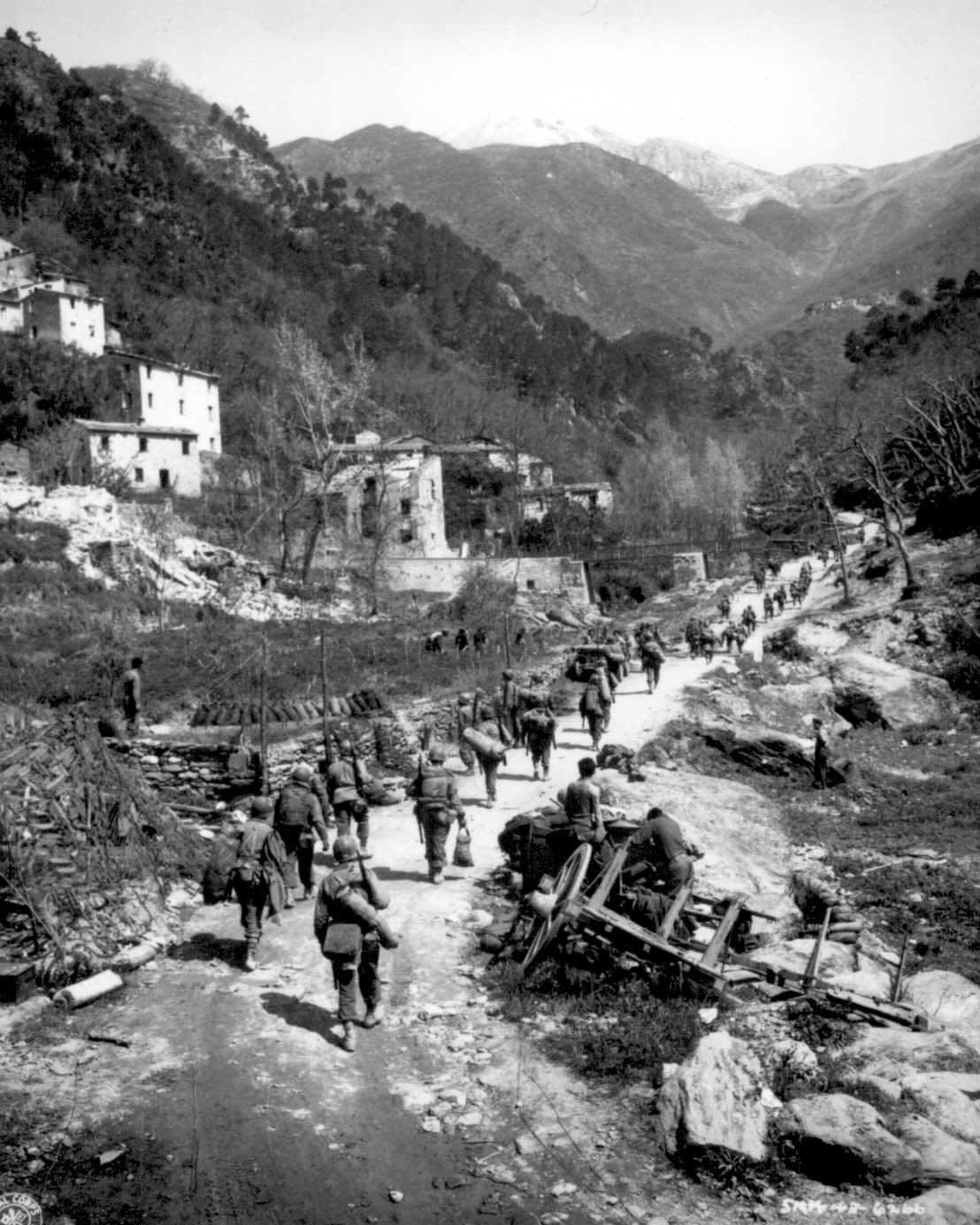
Le d'infanterie se déplace dans les montagnes au nord de Prato en avril 1945.

Toutefois, à des fins politiques surtout, Churchill ainsi que l’état-major britannique insistèrent pour que le front soit rompu et une percée significative effectuée, plutôt que de se contenter de fixer les forces allemandes. En effet, le but était d’ouvrir la route vers le nord à travers le couloir de Ljubljana et ainsi entrer en Autriche et en Hongrie. Plus que le fait d’avoir des troupes dans le dos des Allemands, c’était surtout pour barrer le chemin aux Soviétiques vers les Balkans et étendre la zone d’influence occidentale en prévision de la fin des hostilités. Les Américains s’opposèrent à ce projet, arguant que cette stratégie risquait d’affaiblir considérablement les troupes prévues pour l’ouverture d’un second front en Europe de l’Ouest. Partisan d’une attaque directe à travers la France jusqu'au cœur de l’Allemagne, l’état-major américain s’y tint. Cependant, rassuré par le succès du débarquement en France et le développement favorable des opérations, le haut commandement américain accepta le principe britannique lors de la Seconde conférence de Québec.

### Le plan d'attaque des Alliés

#### Opération Olive

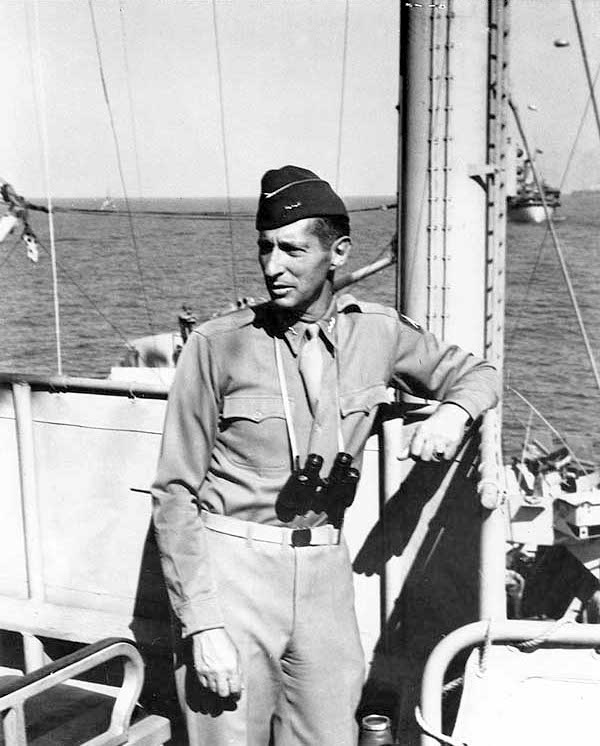
Le général Mark Wayne Clark à bord de lUSS Ancon (AGC-4) lors du débarquement de Salerne en Italie le 12 septembre 1943

Le plan originel d’Alexander, commandant du XVe Groupe d'armées, consistait à attaquer la Ligne gothique en son centre, là où la majeure partie de ses troupes était concentrée. Il s’agissait du plus court chemin pour atteindre son objectif premier, les plaines de la Lombardie. Cette base de départ lui permettait de pouvoir rapidement lancer l’attaque. Afin de démarrer dans les meilleures conditions possibles, il voulait mettre en place une supercherie destinée à convaincre les Allemands que l’attaque aurait lieu le long de la côte Adriatique.
Partant de ce principe, Alexander convoqua les généraux Clark et Leese, respectivement commandants de la Ve armée américaine et VIIIe armée britannique, le 4 août. D’entrée, Leese réprouva le plan. Il avança comme arguments que les troupes de la 1re Armée française, excellant dans les combats en milieu montagneux, lui avait été retirées pour participer à l’opération Dragoon, dans le sud de la France et que dès lors, le principal atout de sa VIIIe armée britannique, résidait dans l’utilisation combinée de l’infanterie et des blindés, appuyés par l’artillerie. Cette forme de combat ne se prêtait guère au terrain qu’ils allaient devoir affronter. Les problèmes relationnels entre les deux généraux d’armée peuvent également être une des raisons de ce refus du plan initial. Leese suggéra alors une attaque surprise sur l’aile droite du front, le long de la côte Adriatique. Alexander et son chef d’état major, le général Harding ne partageaient pas ce point de vue, partant de l’idée qu’une concentration des troupes serait difficilement réalisable sur ce côté du front et impossible à réaliser sans que l’ennemi ne fût au courant. Un compromis dut être trouvé.
Le compromis prit le nom d’« Opération Olive ». Ce nouveau plan établit que la VIIIe Armée britannique attaquerait sur la droite, le long de la côte est, en direction de Pesaro et Rimini, dans le but d’attirer le maximum de troupes allemandes vers elle. La Ve armée américaine quant à elle, profiterait de ce déplacement des défenses allemandes pour lancer son attaque dans le centre, avançant du nord de Florence vers Bologne. Flanqué du XIIIe corps d'armée britannique sur sa droite, l’attaque américaine infléchirait son mouvement vers l’est pour tenter d’encercler les troupes allemandes. Mais, ce plan nécessitait que la VIIIe armée britannique soit transférée du centre du front vers l’est. Un ajournement de deux semaines des opérations fut nécessaire, laissant le temps aux services de renseignements d’intoxiquer Kesselring et l’état major allemand.

##### Bataille de Rimini
La phase offensive lancée par l'armée alliée afin de percer la ligne Gothique sur l'Adriatique est appelée Bataille de Rimini.

### Front Adriatique (VIIIearmée britannique)
Sur la côte, Leese aligne le 2e corps polonais, avec la 5e division des Confins (Kresowa) sur la ligne de front et la 3e division des Carpates dans la réserve. À la gauche des Polonais se trouvait le Ier corps canadien, qui possédait sur la ligne de front la 1re division canadienne (avec la 21e brigade blindée sous son commandement) et la 5e division blindée canadienne en réserve. Pour la phase d'ouverture des combats, l'artillerie du corps est renforcée par l'ajout de la 4e division d'artillerie britannique. À l'est des Canadiens se trouvait le Ve corps britannique.